# Валя-Лунге-Кріков
Валя-Лунге-Кріков (рум. Valea Lungă-Cricov) — село у повіті Димбовіца в Румунії. Адміністративний центр комуни Валя-Лунге.
Село розташоване на відстані 80 км на північний захід від Бухареста, 18 км на північний схід від Тирговіште, 65 км на південь від Брашова.

## Населення
За даними перепису населення 2002 року у селі проживали 333 особи, усі — румуни. Усі жителі села рідною мовою назвали румунську.